# 欧里永-伊代尔讷
欧里永-伊代尔讷（法語：Aurions-Idernes，法語發音：[oʁjɔ̃ idɛʁn]）是法国大西洋比利牛斯省的一个市镇，属于波城区。该市镇于1844年由原市镇欧里永（Aurions）和伊代尔讷（Idernes）合并而成。

## 地理
欧里永-伊代尔讷（43°32'17"N, 0°8'18"W）面积6.32 平方千米，位于法国新阿基坦大区大西洋比利牛斯省，该省份为法国东南部省份，涵盖了贝阿恩与北巴斯克，西临大西洋比斯開灣，北至朗德省，东北接热尔省，东临上比利牛斯省，南与西班牙接壤。
与欧里永-伊代尔讷接壤的市镇（或旧市镇、城区）包括：卡迪永、阿里科-博尔德、阿罗塞斯、克鲁塞耶、蒙迪斯、塞梅阿克-布拉雄。
欧里永-伊代尔讷的时区为UTC+01:00、UTC+02:00（夏令时）。

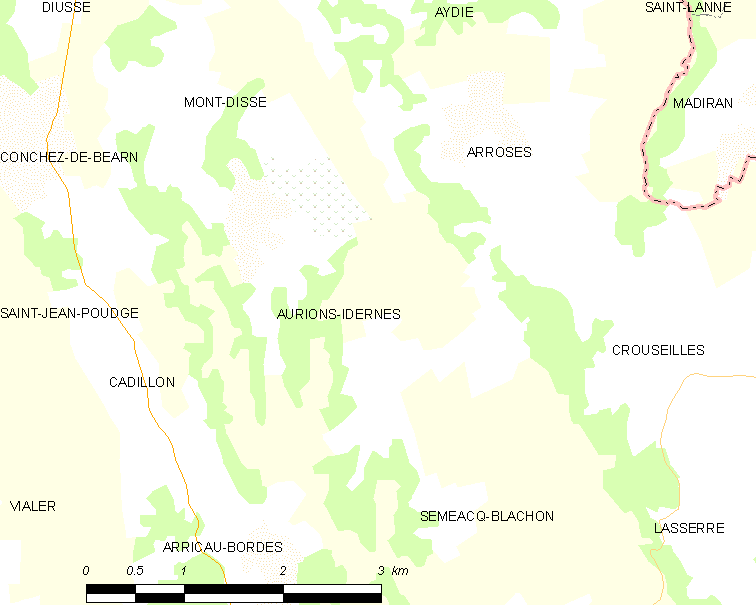
欧里永-伊代尔讷的OSM定位图

## 行政
欧里永-伊代尔讷的邮政编码为64350，INSEE市镇编码为64079。

## 政治
欧里永-伊代尔讷所属的省级选区为吕伊河土地和维克比伊山坡县。

## 人口

1962-2008年间欧里永-伊代尔讷人口变化图示

欧里永-伊代尔讷于2022年1月1日时的人口数量为108人。